# ناحية القيارة
القيارة هي أكبر ناحية في محافظة نينوى حيث يتجاوز عدد سكان الناحية أكثر من 271 ألف نسمة بحسب وزارة التخطيط العراقية لعام 2018، طغى الاسم لكثرة وجود النفط والقير حيث أينما تذهب في تلك المنطقة تستطيع مشاهدة القير وعيون الكبريت حتى على شاطئ نهر دجلة. ويعتبر مصفى القيارة من أشهر وأقدم المصافي في العراق حيث افتتح العمل فيه عام 1950 من قبل شركات النفط الإنكليزية ولم يتم تحديث المصفى من ذلك الوقت.
ناحية القيارة اليوم هي إحدى نواحي مدينة الموصل، التابعة إلى محافظة نينوى. وتقع إلى جنوب مدينة الموصل بحوالي 60 كيلو متر. وتتألف من عدة قرى قريبة عليها، أشهرها قرى الرمانة، الحود، لزاكة، العصماية، المهندس الصغير والكبير، الحميدية، الزاوية، اركبة جدعة، اركبة شرقي، اركبة غربي، أجحلة، وإمام غربي، المرير، الصعيوية، إزهيليلة، الحويج وقرية السرت. وإلى الجنوب من مدينة القيارة بحوالي 40 كيلو متر تقع قلعة آشور الشهيرة، الموجودة آثارها إلى الآن في قضاء الشرقاط التابع إلى محافظة صلاح الدين. والقيارة الحالية من أعمال حديثة (دجلة) والمعروفة باسم حديثة الموصل كما ذكر ياقوت الحموي، أي من توابعها. واليوم لا تعرف حديثة إلا حديثة (الفرات) في الأنبار ونسيت حديثة (دجلة) ولا يكاد يذكر اسمها حتى من قبل الباحثين والمؤرخين، وإذا ذكرت أختلط خبرها بأخبار حديثة (الفرات) لأنها إندثرت وحديثة الفرات لا زالت قائمة ومأهولة بالسكان.

## أقوال تاريخية
لقد زار القيارة عالم الآثار الإنكليزي أوستن هنري لايارد أثناء رحلته في التنقيب عن الآثار وقد مكث في نينوى لمدة ثلاث سنوات (1845-1847م). حيث ذكر: لقد مررنا أثناء رحلتنا بمنطقة يطلق عليها العرب أسم (كيارة Kiyara) وشاهدنا فيها حفر القير، الذي كان يغطي مساحات كبيرة من الأرض، حيث أن القير كان يخرج من بين شقوق الأرض ممزوجاً بالمياه المتدفقة على شكل ينابيع مكوناً بركاً صغيرة من القير، وكانت فيها مخيمات (بيوت الشعر) تسكنها عشيرة الجبور وعشائر أخرى، الذين كانوا يحملون القير إلى الموصل وإلى مناطق أخرى ليبيعوه.ومر بها إسكندر يوسف الحايك قادما من الموصل وسماها كايارا، يقول الحايك: نهضنا باكراً جداً عند الساعة الثانية بعد منتصف الليل وركبنا قاصدين إلى (تل كايرا) حيث الآبار البترولية الكثيرة. ونصبنا الخيام على مسافة بعيدة من تلك الآبار هرباً من تلك الرائحة التي تبعث منها ليل نهار، وبعد الغذاء ذهبنا نتفقد الآبار المذكورة فصمت آذاننا من قوة غليان البترول وكان عجيجه يتصاعد إلينا من جوف الأرض، وبتنا ليلتنا في كايارا وكان الحر شديداً للغاية. وبعدها مر بقلعة الشرقاط أو قلعة آشور واصفا طريق سيره بالآتي: سرنا ورجالنا الساعة الخامسة صباحاً وكنا الساعة الثانية مساء أمام قلعة (شرقات) أو آشور فنمنا في مدينة آشور عاصمة الآشوريين. ونحو الساعة الخامسة كنا في داخل القلعة. وقلعة شرقات كناية عن قلعة فيها آثار قديمة تعود إلى عهد آشور عاصمة الآشوريين الأولى. وفي سنة 1903 شرع الألمانيون ينقبون ويحفرون في ذاك المكان إلى إزاحة الستار عن المدينة التي ظهرت للعيان بحالتها الهندسية الأصلية بنوع إنك لو نظرت الآن إليها لعرفت كيف كانت وشاهدت أيضاً قبر سنحاريب الثاني. وقد اكتشف الألمان قطعاً كثيرة ذات النقش البديع فضلاً عن الحجارة الكريمة التي لا تحصى. وفي جملة ما شاهدنا كتابات متنوعة على حائط من المرمر يعود تاريخها إلى عهد الملك سلمانصر الأول. وتدل هذه الكتابات على تاريخ هيكل اشور العظيم أو المعبد الإلهي.كما جاء ذكر القيارة عند كثير من الرحالة الذين مروا فيها، ومنهم الرحالة المعروف ابن بطوطة، حيث قال: ثم رحلنا ونزلنا موضعا يعرف بالقيارة بمقربة من دجلة وهنالك أرض سوداء فيها عيون تنبع بالقار ويصنع له أحواض ويجتمع فيها فتراه شبه الصلصال على وجه الأرض حالك اللون صقيلا رطبا وله رائحة طيبة وحول تلك العيون بركة كبيرة سوداء يعلوها شبه الطحلب الرقيق فتقذفه إلى جوانبها فيصير أيضا قارا. وبمقربة من هذا الموضع عين كبيرة فإذا أرادوا نقل القار منها أوقدوا عليها النار فتنشف النار ما هنالك رطوبة مائية ثم يقطعونه قطعا وينقلونه. وفيها دير القيارة، وهو لليعقوبية وعليه قائم. وهو مشرف على دجلة، تحته عين قير، يجمعه الناس ويحمل إلى البلدان. فمنه تقير السفن والحمامات. والناس يكثرون القصد إليه للتنزه فيه والاستحمام في مياهه لعلاج البثور.

## معلومات عامة
يوجد في القيارة محطة قطار، لنقل البضائع والمسافرين، منها إلى الموصل وبغداد، وقاعدة القيارة الجوية، وفيها طريق معبد يمر بالجانب الشرقي لها، والذي تقع على جوانبه، المتاجر، والمطاعم، وفيها عدة مساجد أقدمها جامع الرمانة، الذي شيده عبد الله حسين الأيوب، وأدار شؤونه فيما بعد أبناؤه وبعض أبناء عمومتهم، ومنهم الحاج حسين علي حسن الأيوب، والمرحوم الحاج رشيد الطابور. ومن الطريف أنه لا يوجد فندق في المدينة، لسبب بسيط هو أن الكرم، والضيافة العربية، لا تزال من عادات وتقاليد سكانها، وفيها جسر القيارة_ مخمور، الذي يربطها بمحافظة أربيل من إقليم كردستان العراق. وفيها مدرسة ثانوية، وعدة مدارس ابتدائية، ومتوسطة، والدراسة فيها لكلا الجنسين، وفيها مركز صحي عام وكذلك تم انشاء مستشفى عام بسعة 125 سرير. الطابع الاجتماعي للسكان، قبلي وينحدر الأغلبية من قبيلة الجبور، الزبيدية، القحطانية، العربية، كما ذكر عبد الله سالم الجبوري في كتابه (موسوعة تاريخ ونسب قبيلة الجبور) إضافة إلى قبائل أخرى كالسبعاويين، وشمر، وعنزة، والسادة المراسمة، والبوسلامة من أبناء الشيخ نامس بن الشيخ عيسى، دفين البصيرة في الشام، وجميعهم يحملون صفات الكرم، والنخوة العربية. أغلب سكانها يمتهنون الزراعة، لقربها الشديد من نهر دجلة، وأهم المحاصيل التي يزرعونها سيحا، الرقي، والبطيخ، وبنجر السكر، وهناك محاصيل تزرع ديما على الأمطار، مثل الحنطة، والشعير. وقليل منهم يمارسون مهنة الرعي، علما كان قبل ربع قرن، في كل بيت بقرة واحدة أو أكثر، ليحصلوا منها على اللبن، الذي يعتبر من الوجبات الرئيسية، وخاصة وجبة الإفطار، وقليل منهم يملك الأغنام، والماعز، لكونها تحتاج إلى عناية أكثر من البقر. وقد غادر الآن الكثير من العوائل تربية المواشي، وأخذ بعضهم يمتهن التجارة، والبعض الآخر يعمل في مجال الصناعة النفطية، وذلك لوجود مصفى نفط القيارة فيها. كما تمتاز المنطقة بوجود منابع طبيعية للبترول، ممزوجا بالكبريت، ومن أشهرها منبع يسمى العين البيضاء، أو كما يسميه أهل المدينة بـ(العين البيضا)، حيث يجري منه سائل، تفوح منه رائحة الكبريت، وكذلك العمل في شركة حقل المشراق، لاستخراج الكبريت، تأسست في نهاية ستينيات القرن العشرين، وتنتج الكبريت الخام، وحامض الكبريتيك، والشب، والـكاولين.

## شخصيات بارزة
برز منها الكثير من رجال السياسة، وأشهرهم النائب لمدينة الموصل، عدة مرات في الحكم الملكي، الشيخ مجبل الوكاع، الذي ذكره المؤرخ العراقي عبد الرزاق الحسني في كتابه (تأريخ الوزارات العراقية)، وكذلك الشيخ طابور باشا الذي أنقذ الجنود العثمانيين من الإبادة، أثناء انسحابهم أمام القوات البريطانية بعد سقوط بغداد 1917 واحتلالها العراق، ولهذا السبب منح لقب باشا. وفيها موظفون، وأطباء، ومهندسون، ومحامون، وضباط، وأساتذة بارزون، ومن كلا الجنسين أيضاً. لكن أشهر شخصية وإن تكون شابة هو الشاب ((قيصر الجبوري)) الجندي الذي قتل 4 جنود أمريكان حين حاولو تفتيش امرأة في الموصل.

## طبيعة المنطقة
من التضاريس المهمة في المدينة، تل القيارة، ويعرف أيضا بتل الرمانة، يقع في الشمال الشرقي من المدينة، والآن هو مكان يدفن فيه أهل المدينة موتاهم. وإلى الشمال من المدينة، يقع وادي صغير يفيض في نيسان من كل عام، يسمى (وادي القصب)، وإلى الجهة الغربية من المدينة، تقع تلال تسمى(تلول الجراد)، وفيها كهف عميق جداً، في بوابة الكهف يتساقط الماء على شكل قطرات أو تنقيط على صخرة، محدثا فيها منحدر، كانه قدح، يشرب منه المارة، والرعاة، ويسمى (نويكيط)، مصغر نقطة أو (نكطة) ومثله في (غار أم رجوم)، القريب من بركة الماء، المسماة (عين البط). وفي الربيع، تصبح المنطقة التي تحيط بالقيارة، كانها بساط أخضر، تسبح به المدينة المرتفعة قليلا، مقارنة بالمناطق المحيطة بها.[بحاجة لمصدر]